# Insurrection de Iaroslavl

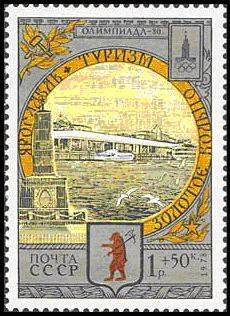
Timbre représentant (à gauche) le monument en souvenir des victimes de l'insurrection de Iaroslavl.

L'insurrection de Iaroslavl (en langue russe : Яросла́вское восста́ние) (dans l'historiographie soviétique elle est connue sous le nom d'émeutes ou de mutinerie de Iaroslavl ou en russe Ярославский мятеж) s'est produite entre le 6 et le 12 juillet 1918 à Iaroslavl sous l'impulsion de l'Armée blanche. Elle a été écrasée par les forces de l'Armée rouge.

## Prémices et organisation de l'insurrection

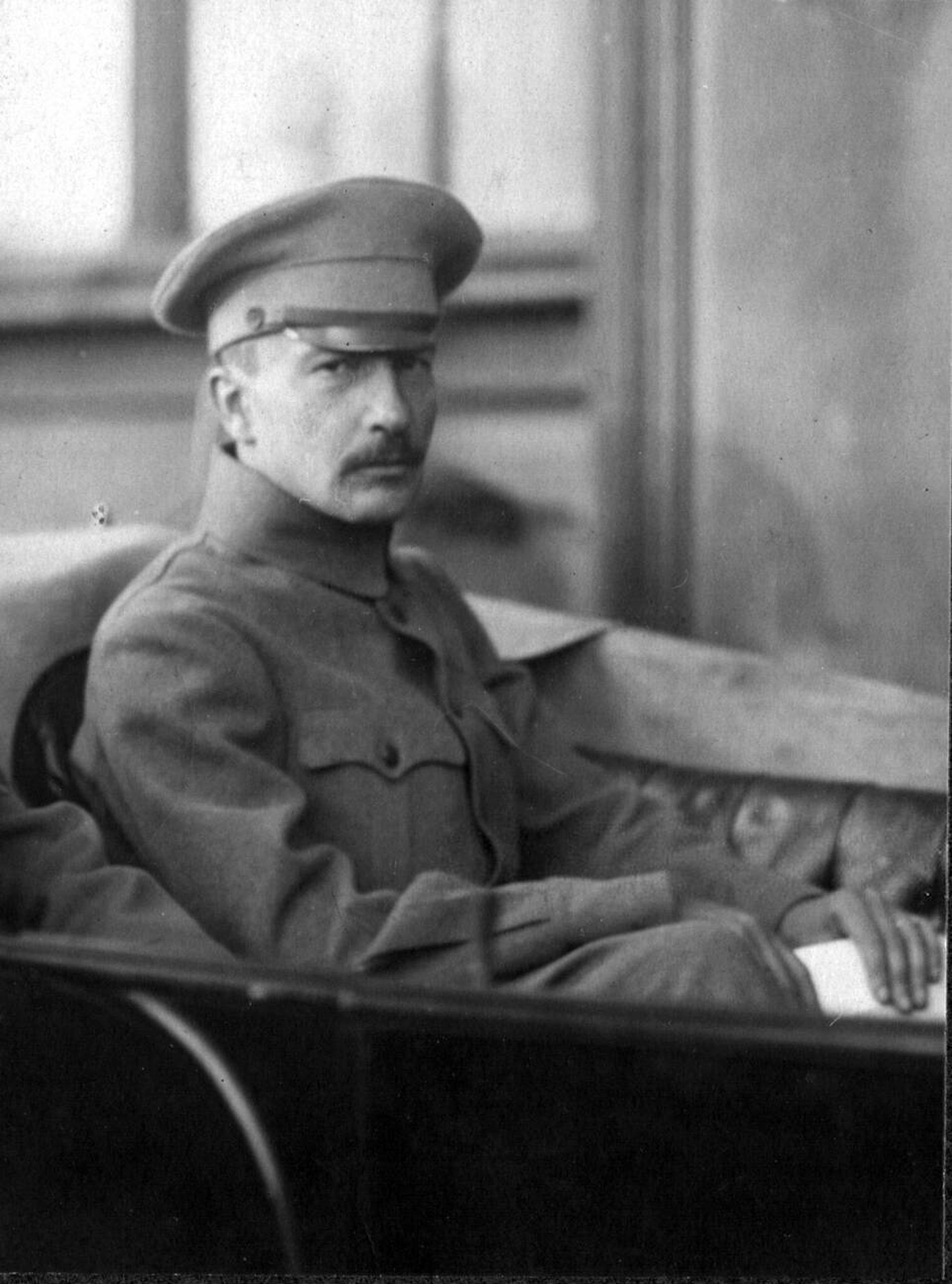
Boris Savinkov, vice-ministre de la Défense sous Aleksandr Kerenski en 1917

Comme l'insurrection de Rybinsk et celle de Mourom, l'insurrection de Iaroslavl est organisée par l'organisation anti-bolchévique "Union pour la défense de la Patrie et de la Liberté" créée par Boris Savinkov. Ce dernier organise la direction générale de l'insurrection dans ces villes, envoie à Iaroslavl le colonel Alexandre Perkhourov et lui ordonne d'y diriger l'action armée.
Au début de l'année 1918, l'organisation Union pour la défense de la Patrie et de la Liberté était la plus puissante organisation anti-soviétique de Russie centrale. Elle disposait de cellules non seulement à Iaroslavl, mais aussi dans toutes les villes de la Haute-Volga : Rybinsk, Mourom, Kostroma. Son réseau clandestin était si bien organisé qu'il permettait de créer le noyau de la résistance future. L'union agissait ensemble avec les organisations locales d'officiers, les organisations d'anciens du front, les organisations des chevaliers de Saint-George et menait également son travail de front avec les clandestins anti-soviétiques de Moscou. Mais la Tchéka accordait une attention de plus en plus grande aux centre provinciaux anti-bolchéviques.
Le choix de Iaroslavl comme point de départ de l'insurrection peut être attribué à une combinaison de différents éléments.
- C'est un centre important du centre de la Russie situé sur la Volga. Une voie ferrée importante passe par là vers le Nord et vers la Sibérie. La ville peut être considérée comme la clé du passage nord en direction de Moscou.
- Par ailleurs une partie des détachements de la garde rouge est envoyée à Moscou et à Kouban pour soutenir la lutte contre le mouvement "blanc", si bien que le nombre de partisans organisés et armés du pouvoir soviétique diminue[3].
- Les rebelles espèrent une aide en provenance de l'extérieur, de la part des forces et organisations anti-soviétiques et également de la part des pays de la Triple-Entente (Boris Savinkov donne sa promesse de soutien aux forces de débarquement françaises à Arkhangelsk, mais en fait ce débarquement n'eut lieu qu'au mois d'août).
- Un autre facteur est le choix de la ville de Iaroslavl, depuis mars 1918, comme quartier-général de l'état-major des forces armées locales de l'Armée rouge pour le territoire de nord de la Volga. Cela amène de nombreux officiers à se trouver sur place dans la ville et leur permet dès le début de l'insurrection de désorganiser la direction de l'armée sur un vaste territoire.
- Il existe également une continuité certaine entre l'insurrection de 1918 et la résistance anti-bolchévique qui suit le mois d'octobre 1917. Durant l'hiver 1918 il y a déjà des manifestations anti-soviétiques, dont une se déroule durant la fête de Pâques. Elle fut rapidement réprimée.

## Les meneurs de l'insurrection
- La direction générale de l'insurrection et des actions des groupes armés est entre les mains d'un colonel monarchiste : A. P. Perkhourov ;
- c'est un employé des chemins de fer qui assume le commandement adjoint des forces civiles, le menchévik I. T. Savinov (selon d'autres renseignements ce serait un membre du Comité se salut public, A. M. Kizner) ;
- V. C. Lopatine est reconduit aux fonctions de maire de la ville. C'est un propriétaire foncier, ingénieur, qui occupait déjà le poste jusqu'en juillet 1917, et qui par la suite a travaillé au conseil municipal.

## Les buts de l'insurrection
Les objectifs des rebelles sont : la liquidation de la dictature bolchévique, le rétablissement des libertés politiques et économiques, la convocation d'une Assemblée constituante, la dénonciation du Traité de Brest-Litovsk et, avec les alliés de la Russie au sein de la Triple-Entente, l'ouverture d'un nouveau front de l'Est contre l'Allemagne et les bolchévistes.
Également de garantir le droit à la propriété des terres aux paysans sur base d'une loi. À cette époque la terre était " socialisée " comme un " bien public " et transmise aux paysans sur base d'une " répartition de l'utilisation de la terre " en vertu du Décret sur la terre, adopté par le Congrès des Soviets le 26 octobre 1917, dont la légitimité n'est pas reconnue par les rebelles. Dans l'esprit des rebelles il n'y allait pas d'une propriété collective sur les terres mais de la nécessité d'un droit à la pleine propriété des paysans sur leur terre et de lois garantissant cette propriété. Mais depuis cette époque, l'idée du partage d'une propriété privée des terres entre la plus grande partie des paysans russes ne récolta plus de soutien populaire et il n'est pas exclu que la formulation des rebelles les priva du soutien des paysans. Ceux-ci prenaient ces projets pour un écran de fumée pour tenter de revenir sur la redistribution des terres de 1917 et de retourner au régime de la propriété terrienne tel qu'il existait précédemment au profit des gros propriétaires terriens.
En ce qui concerne la tactique et les objectifs militaires des rebelles, il existe plusieurs opinions. On considère le plus souvent que les rebelles espéraient obtenir une aide (qu'ils n'obtinrent pas) venant du nord et qu'ils considéraient possible l'extension de l'insurrection à d'autres villes du centre de la Russie et finalement partout, jusqu'à ce qu'ils parviennent à libérer Moscou.

## Cours des évènements

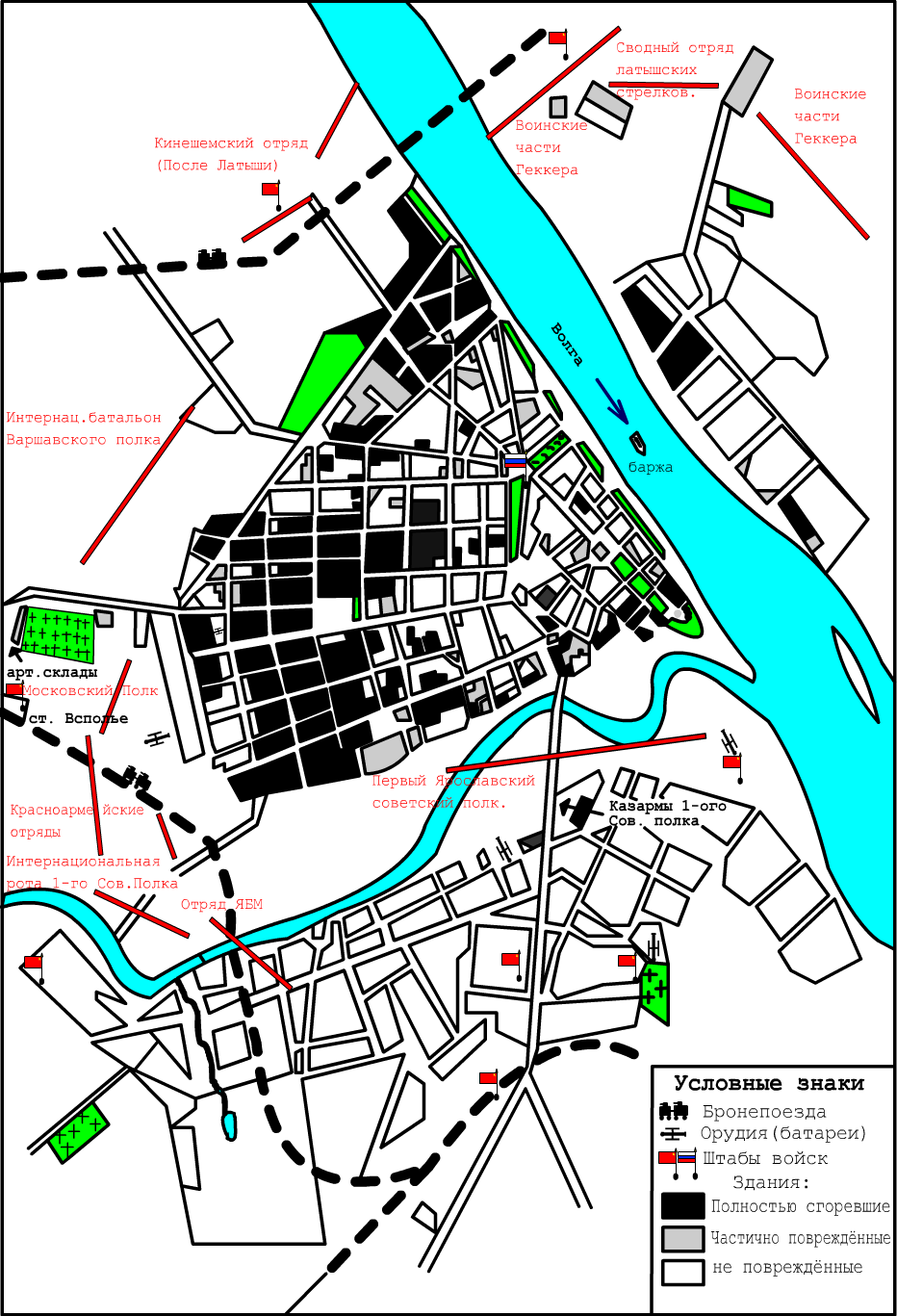
Plan de l'insurrection de Iaroslavl/ En noir quartiers incendiés/ en gris : endommagés

### Les forces en présence
Au début de l'insurrection l" Union pour la défense de la Patrie et de la Liberté " réussit à concentrer par des voies légales jusqu'à 300 officiers (le syndicat des officiers comptait quant à lui 200 membres auquel s'ajoutaient 50 personnes arrivées de Moscou, 30 de Kalouga et 12 de Kostroma).
De plus, dès les premiers jours du soulèvement, ses dirigeants annoncent le rétablissement des groupes d'auto-défense dans la ville (les premiers groupes de ce genre avaient été créés en novembre 1917, puis avaient été dissous par le pouvoir soviétique et ses recrues incorporées dans l'armée des volontaires). Le 6 juillet est annoncée la mobilisation obligatoire pour les officiers et sur une base volontaire pour les autres. En tout, le nombre de volontaires et de conscrits atteint le chiffre d'environ six mille personnes, qui reçoivent l'appui du clergé local, de l'intelligentsia et des paysans des villages proches de la ville. Cependant selon les mémoires de Perkhourov lui-même, la ligne de front ne comprenait que 600–700 personnes, la plupart des volontaires s'étant dispersés peu après le début des combats.
Les forces bolchéviques comptaient au début de l'insurrection environ 1 000 hommes, au nombre desquels : le Ier régiment Soviétique (500–600 hommes), un détachement spécial de forces communistes (200 hommes), un détachement d'autos- mitrailleuses composés de deux véhicules blindés et de cinq autos-mitrailleuses, et encore un détachement à cheval de 100 hommes. Tout au début de l'insurrection les conseillers militaires au nombre duquel des officiers, le détachement d'autos-mitrailleuses, la police et une partie du corps de garnison se dirigent vers le camp des rebelles. Le détachement communiste spécial est pris par surprise, puis désarmé et arrêté. Le Ier régiment soviétique proclame, pour commencer, sa neutralité, mais après quelques heures il commence à lutter activement contre l'insurrection.

### Le début de l'insurrection
Dans la nuit du 6 juillet 1918, des conjurés (105 hommes, armés de révolvers) sous la direction de A. P. Perkhourov se réunissent au cimetière Leontief de la périphérie de Iaroslavl. À environ un demi-kilomètres du cimetière se trouve un dépôt d'armes. Les insurgés attaquent de plusieurs côtés les gardiens du dépôt, des soldats de l'Armée rouge, se saisissent d'eux et s'emparent des armes. De la ville sont envoyés une trentaine de policiers armés pour savoir ce qui se passe au dépôt en l'absence de communications téléphoniques. Mais ces derniers rejoignent immédiatement le parti des insurgés. Par la suite, toute la police de la ville suit leur exemple. Quant au commissaire de police Falaleev, il prend la tête d'un groupe de rebelles et meurt au combat.

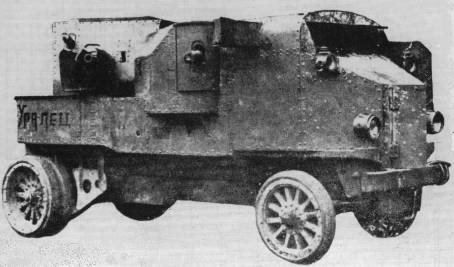
Véhicule automobile blindé "Garford-Poutilov"

Les rebelles ainsi armés de divisent en groupes et gagnent la ville, où arrive une division de véhicules blindés sous le commandement du lieutenant Souponine (avec deux véhicules blindés de type « Garford-Poutilov (ru)» et 5 mitrailleuses de gros calibres). Le Ier régiment soviétique déclare, quant à lui, sa neutralité dans le conflit.
Dès l'aube, après une brève bataille, le détachement spécial communiste est complètement désarmé et placé aux arrêts. La maison du gouverneur est prise dans laquelle se trouvait le comité exécutif et la Tchéka. La poste est prise, le bureau télégraphique, la station de radio et le bureau des impôts. Ainsi tout le centre de Iaroslavl était aux mains des insurgés de même que la partie outre-Volga appelée Tveritsa.

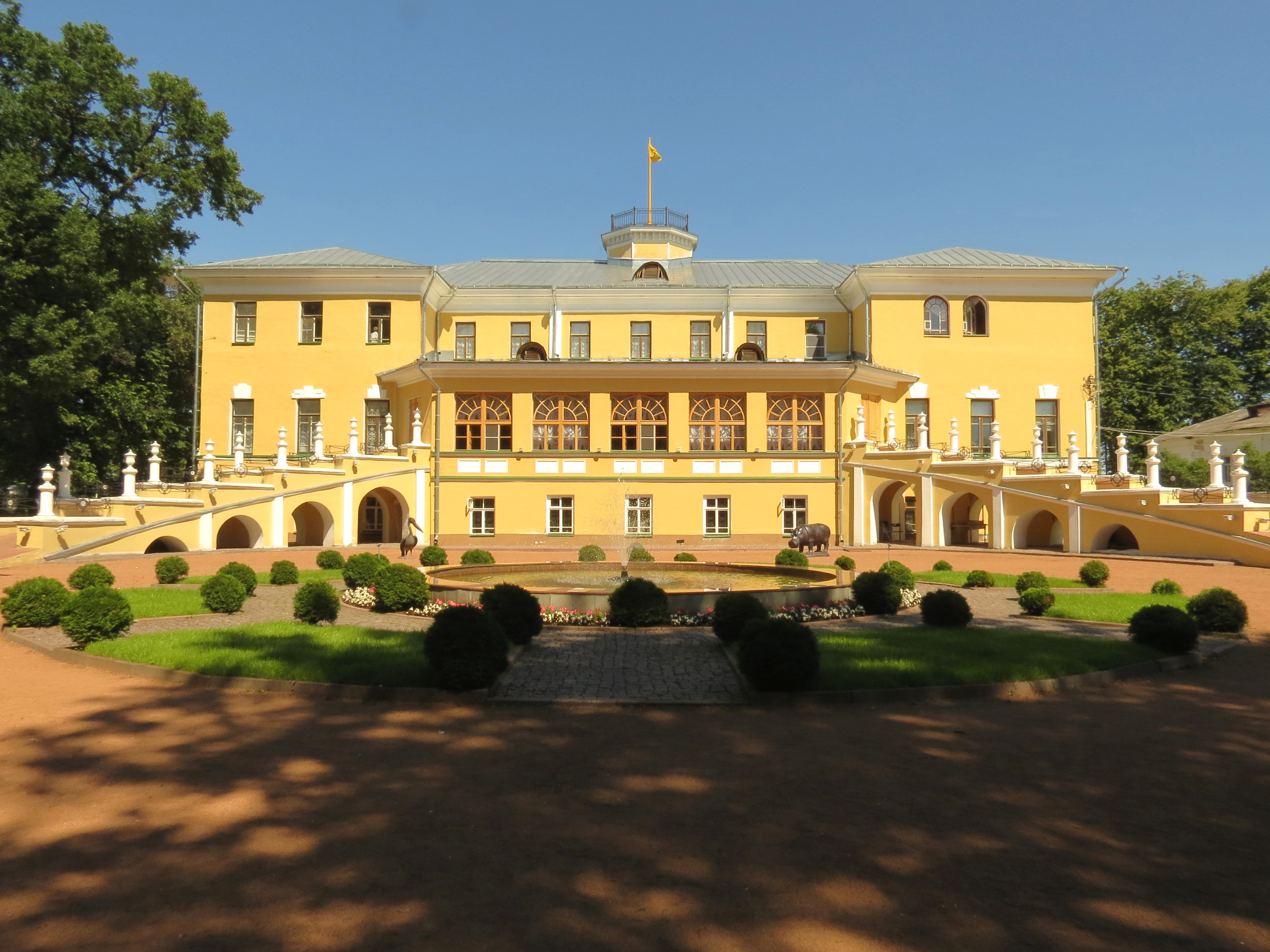
Maison du gouverneur (Iaroslavl)

Dans les appartements en ville le commissaire du district militaire David Zagkeim ainsi que le président du comité exécutif du conseil municipal, Siméon Nakhimson sont capturés. Ce sont les premières victimes des premiers jours de l'insurrection.
Environ 200 travailleurs soviétiques et des partis pro-communistes (parmi lesquels les délégués du congrès), et leurs partisans sont arrêtés et retenus dans une barge à l'ancre au milieu du fleuve. Ceux qui tentent d'échapper sont fusillés. Seuls 109 s'en tireront vivants après 13 jours passés sur le fleuve.

### L'insurrection
L'historiographie soviétique considère que l'expansion et la propagation de l'insurrection a contribué dans une large mesure à l'indécision dont a fait preuve la direction locale de l'Armée rouge durant les premiers jours. Elle était sous les ordres de V. P. Arkadev pour l'arrondissement ainsi que de H. D. Liventsev, (ancien général tsariste).
Après la prise de contrôle de la plus grande partie de la ville les mutins établirent leur quartier général place de l’Épiphanie (à Iaroslavl) dans le quartier du monastère de l'ancien monastère de la Transfiguration. A. R. Perkhourov se proclame « Commandant en chef du gouvernement de Iaroslavl et de l'armée des volontaires du Nord ». La formation d'une "armée du nord des Volontaires", sous le commandement du général Mikhail Alekseïev. Environ six mille hommes y sont incorporés (parmi lesquels 1 600 à 2 000 participèrent aux affrontements). Parmi ceux qui composaient cette armée, se trouvaient des officiers, des ouvriers, des intellectuels, des étudiants, des paysans des villages des environs. Les travailleurs des ateliers ferroviaires ont envoyé 140 personnes, ils ont construit des trains blindés, des voitures blindées. Mais le nombre des armes ne suffisait pas, surtout les fusils et les mitrailleuses (il n'y avait que deux canons de 3 pouces et 15 mitrailleuses à la disposition des rebelles). C'est la raison pour laquelle Perkhourov eut recours à des tactiques défensives en attendant de l'aide en hommes et en armement de Rybinsk.
Le 8 juillet le gouvernement municipal est rétabli suivant les règlements du gouvernement provisoire (Russie) de 1917, avant la révolution d'Octobre.
Le 13 juillet Perkhourov dans le but de «recréer l'ordre et la sécurité publique» supprime tous les organes du pouvoir soviétique et annule tous les décrets et ordonnances en émanant. Sont restaurés tous les «organes et fonctionnaires du pouvoir existant en vertu des lois d'avant la révolution d'octobre 1917».
Les rebelles ne parviennent pas à s'emparer de la zone industrielle au-delà du fleuve Kotorosl où est concentrée le Ier régiment soviétique. Depuis le mont Tougova commence bientôt le bombardement de Iaroslavl. Les rebelles comprennent que le fait d'échouer dans la prise du gouvernement de Iaroslavl et des gouvernements voisins empêchera le développement des succès initiaux, même si une partie des paysans les soutiennent dans leur action. Pendant ce temps le commandement militaire soviétique concentre rapidement son action grâce aux troupes de Iaroslavl. Prirent part à la répression de l'insurrection non seulement le régiment local de l'Armée rouge mais aussi les gardes rouges de Tver, de Kinechma, d'Ivanovo, de Kostroma et d'autres villes.

### Écrasement de l'insurrection

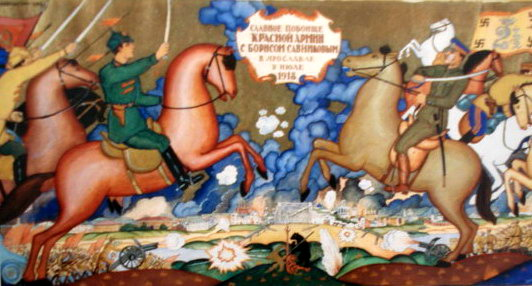
« Bataille glorieuse de l'Armée rouge contre Boris Savinkov en juillet 1918 ». Loubok, 1926.

Le 11 juillet 1918 est créé l'« état-major extraordinaire pour la liquidation de la révolte », dirigé par Jan Lentsman.
L'encerclement par l'Armée rouge, relativement faible au début, se renforce. Il devient évident que les rebelles ne pourront pas tenir la ville longtemps. L'insurrection de Rybinsk du 8 juillet et de Mourom le 9 juillet sont anéanties. Les gardes rouges et les « internationalistes» (en particulier les Chinois, les Allemands, et les Austro-hongrois) lancent une attaque sur Iaroslavl.

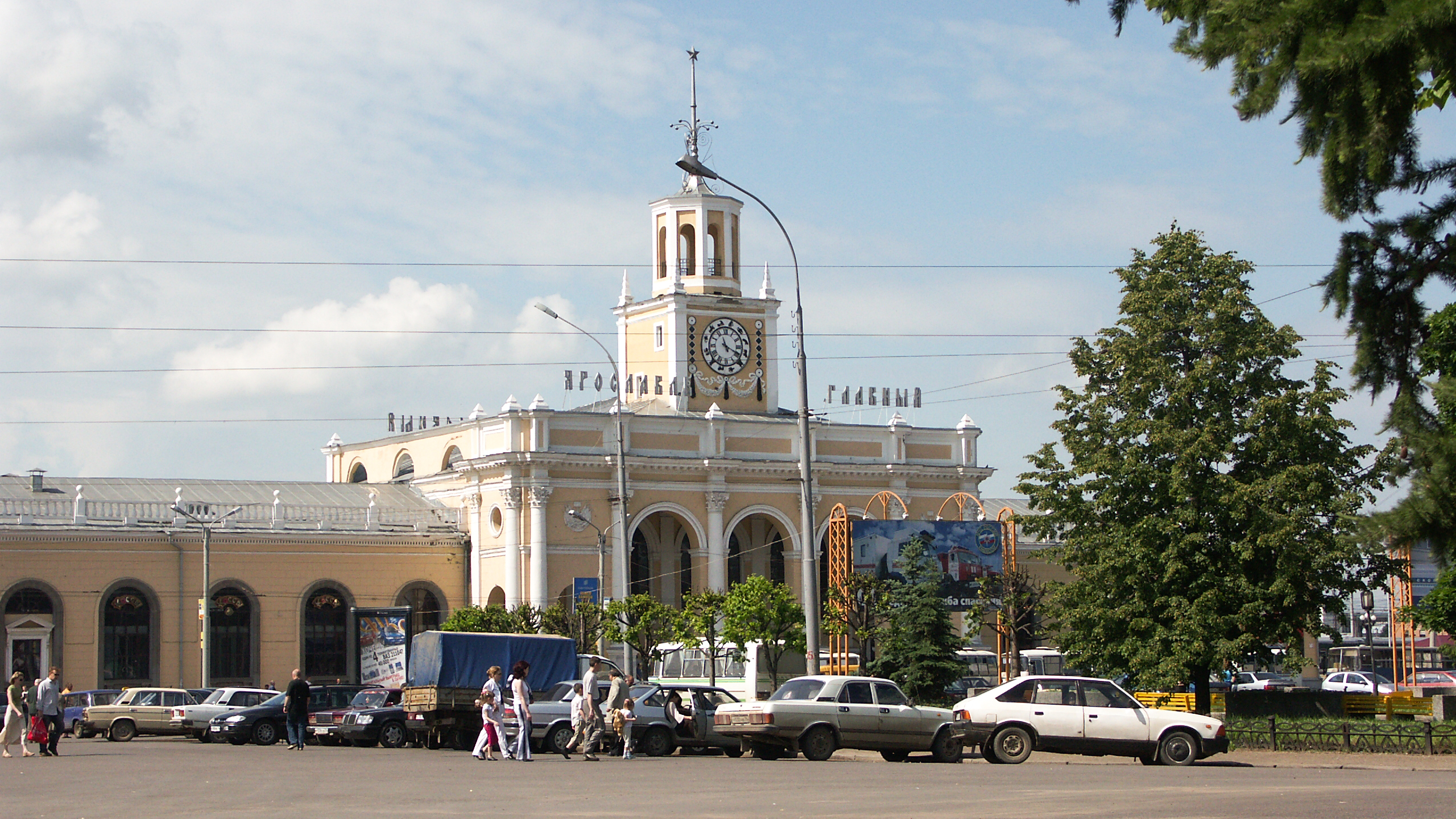
Gare de Iaroslavl-Central

À partir de la rivière Kotorosl et du côté de la station centrale de Iaroslavl, la ville est soumise à des tirs incessants d'artillerie et au feu du train blindé et des bombardiers.

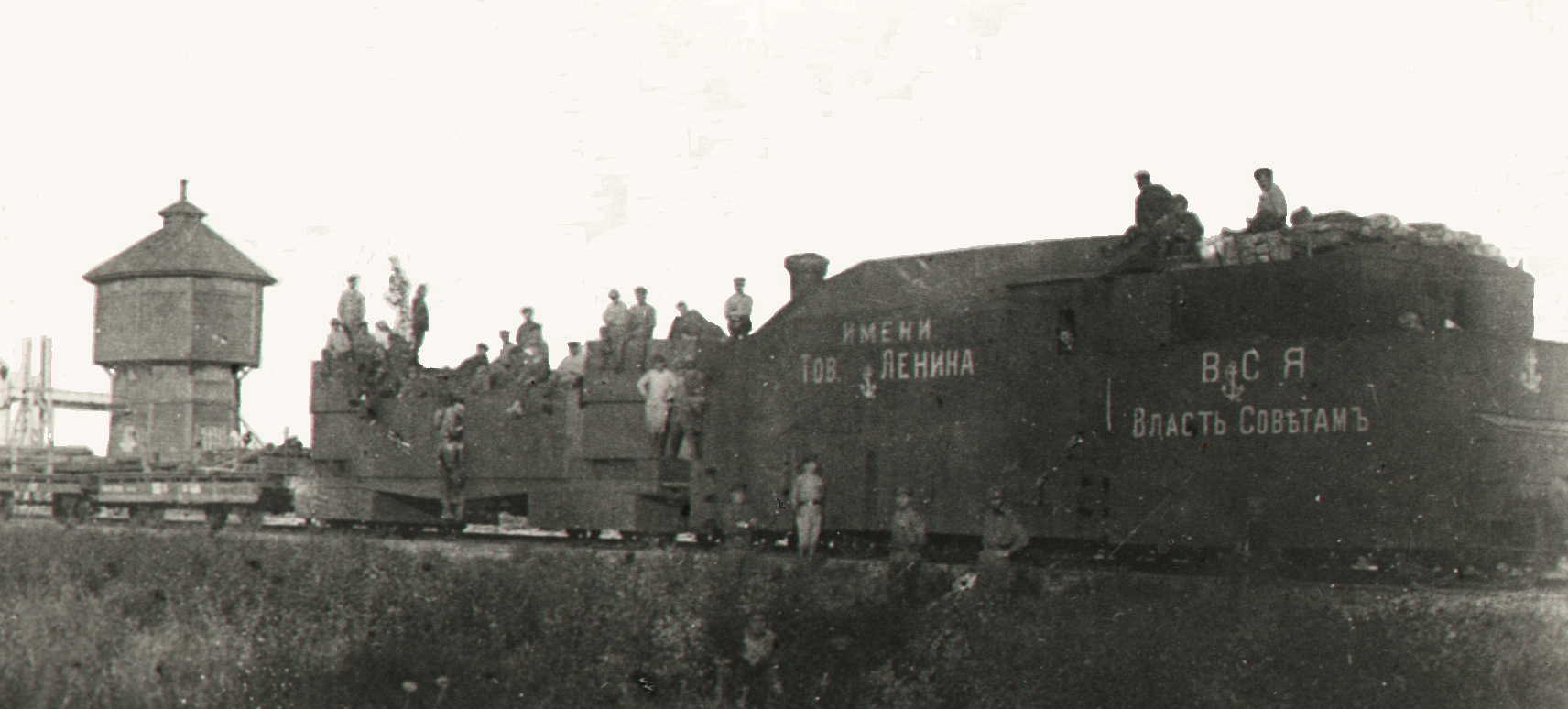
Train blindé russe

Les révoltes tiennent la ville et repoussent les attaques ennemies. Pour briser cette résistance I. Gouzarski câble le 16 juillet 1918 à son commandement : « Envoyez d'urgence 10 000 obus, la moitié d'obus shrapnel et la moitié en grenades, 500 grenades incendiaires et 500 obus chimiques. Je suppose que c'est ce qu'il faudra pour raser la ville jusqu'aux fondations. »
L'Armée rouge écrase la ville sous des tirs d'artillerie. Les rues et des quartiers entiers sont détruits (80 % des édifices). Des incendies violents se déclarent sans que les services de pompiers puissent agir à la suite de la destruction des stations de pompage. La poursuite de la lutte armée devient sans perspective. Lors de la convocation du conseil de guerre, Perkhourov insiste sur la nécessité de faire abandonner Iaroslavl par les insurgés pour se tourner vers Vologda, ou Kazan à la rencontre de l'armée populaire Komoutch.
Cependant les commandants, pour la plupart, habitants de la ville, sous la direction du général Karpov, refusent de quitter la ville et décident de poursuivre la lutte aussi longtemps que cela sera possible. La difficulté de la situation provenait de ce que parmi les participants à l'insurrection il y avait des officiers qui venaient d'autres villes, des soldats retraités et des officiers de l'Armée rouge vivant à Iaroslavl, et encore de paisibles citoyens, qui tous avaient pris les armes. Pour les premiers, ce qui importait avant tout c'était la menée des opérations tactiques militaires, tandis que pour les autres l'enjeu était tout autre: ils se défendaient non seulement eux-mêmes mais protégeaient également leurs familles, et il n'y avait pas d'échappatoires pour ces derniers. C'est pourquoi les insurgés décident d'envoyer en renfort un détachement de 50 hommes sous la direction de A. R. Perkhourov qui quitte la ville de Iaroslavl par bateau la nuit du 15 au 16 juillet 1918. Le général Piotr Karpov commande alors la ville. Sa famille vivait à Iaroslavl (selon le protocole de la Tcheka ils furent fusillés en septembre 1918). Le départ de Perkhourov affecte le moral des rebelles mais ils continuent la lutte.
Le 20 juillet, il apparaît clairement aux insurgés que la résistance ne mènera plus à rien et qu'ils sont à bout de force et sans plus de munitions. Leur quartier général décide de mettre un terme à leur rébellion. Ils décident toutefois de ne pas se rendre à l'Armée rouge mais à la « commission allemande des prisonniers de guerre № 4 », sous la direction du lieutenant K. Valk, cantonnée dans le théâtre de la ville depuis le début des évènements.
Le 21 juillet, les derniers rebelles de Iaroslavl se rendent à cette commission allemande. Bien que son chef ait assuré les rebelles qui se rendaient que sa position serait celle d'une « neutralité armée » et qu'il ne les donnerait pas aux bolchévistes, il les remit aux mains de ces derniers presque immédiatement. Les rebelles sont alors fusillés par ces bolchévistes.

## Signification de l'insurrection
L'insurrection a été un échec du fait de sa mauvaise organisation, du manque d'armes (qui est la raison d'une stratégie défensive des rebelles), de la supériorité numérique des gardes rouges et de l'usage intensif de l'artillerie et de l'aviation. Comme l'a noté plus tard V. Savinkov: « À Iaroslavl s'armer n'était rien. Il ne fallait pas s'étonner du fait que le colonel Perkhourov fut battu par les bolcheviques, mais du fait qu'il ait pu tenir tête pendant 17 jours».
Malgré la défaite de l'insurrection de Iaroslavl, elle eut un impact significatif sur les développements des actions militaires dans l'Oural et sur la Volga. Elle a empêché les bolchéviques d'envoyer leurs réserves sur ces fronts de la Volga et de l'Oural ce qui entraîna une lourde défaite des forces de l'Armée rouge et la chute d'Ekaterinbourg de Simbirsk et de Kazan.

## Conséquences de l'insurrection

### Les pertes

#### Du côté soviétique

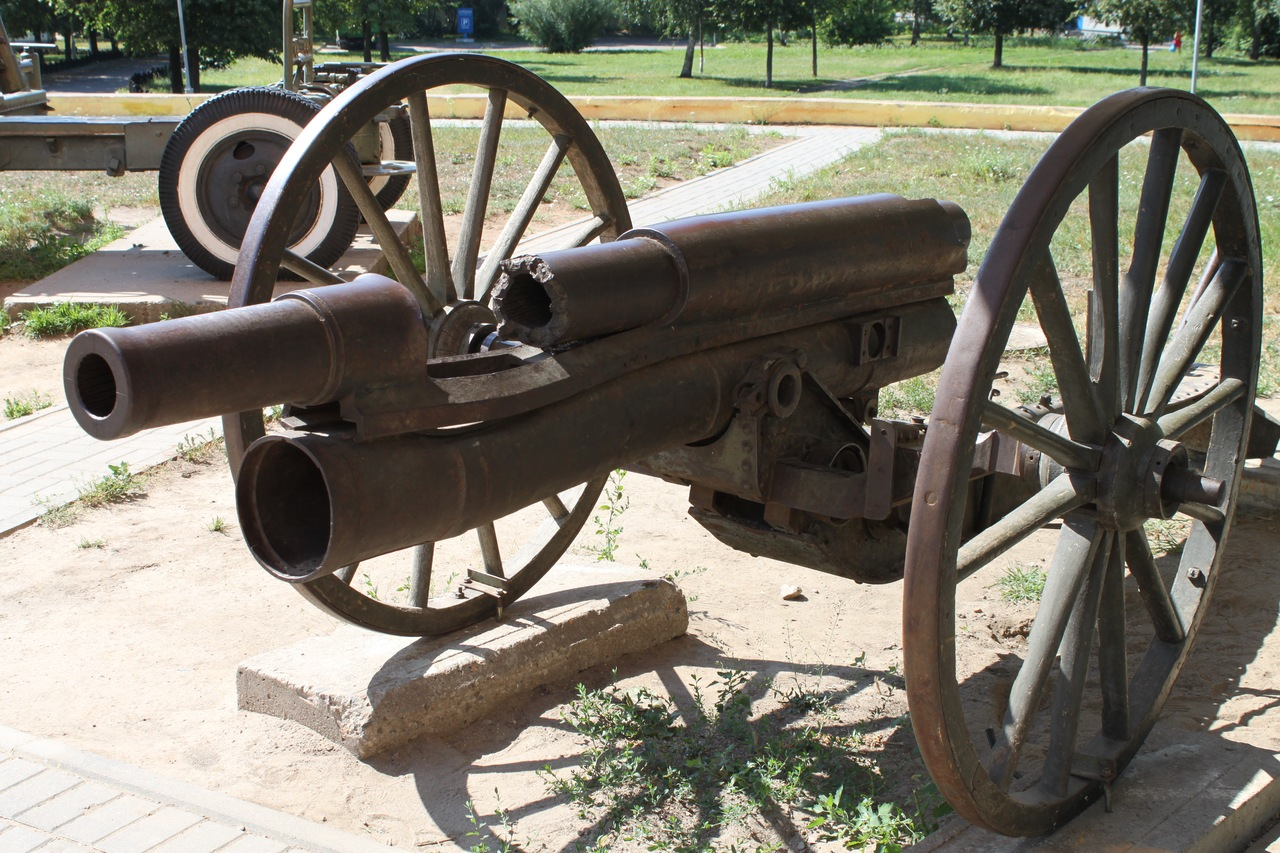
Canon modèle 1902 76 mm qui a été utilisé pour le bombardement de Iaroslavl. Il a été mis hors d'usage du fait d'un obus déchiré. Exposé aujourd'hui au musée de la gloire militaire à Iaroslavl

Plus de 200 communistes et travailleurs au sein des institutions soviétiques furent arrêtés par les insurgés. Beaucoup d'entre eux furent tués et les autres furent conduits à la « barge de la mort », ancrée au milieu de la Volga. Quand un prisonnier tentait de quitter la barge il était fusillé. Mais le 13e jour ils réussirent à lever l'ancre et à conduire la barge à l'emplacement des forces de l'Armée rouge (il restait encore à bord 109 personnes).

Le journal Pravda appela à la vengeance, en publiant le 14 juillet 1918, la déclaration suivante: 
«  À Iaroslavl ont été tués par les insurgés blancs : Dobrokhotov...Zakhgeïm...Nakhimson... Les blancs ont tué les plus stoïques des militants expérimentés de l'armée prolétarienne… Camarades de Iaroslavl! nous attendons une réponse de votre part: avez vous tués des centaines de salauds et de parasites pour équilibrer la perte de ces trois vies si précieuses que vous avez enlevées à nos amis ? Des popes, des officiers, des banquiers, des industriels, des moines, des fils de marchands - peu importe. Vous n'avez à protéger ni soutanes, ni uniformes, ni diplômés. Pas de pitié pour vous les Blancs ! »
En 1958 fut inauguré sur la place soviétique de Iaroslavl un monument aux victimes de l'insurrection blanche.

#### Du côté des forces anti-bolchéviques
Durant les combats 600 rebelles environ furent tués. Après la prise de Iaroslavl le 21 juillet 1918, commença dans la ville une période de terreur pour les insurgés et les habitants de la ville. Le premier jour après la fin de l'insurrection, 428 personnes furent tuées (parmi celles-ci tout le commandement des insurgés, soit 57 personnes), la plupart des officiers, des étudiants, des cadets, des lycéens. Le nombre des exécutions sans jugement dans les premières heures qui suivirent la chute des insurgés ne sera jamais connu. Ainsi il est possible d'affirmer qu'à l'exclusion d'une centaine d'insurgés qui réussirent à s'échapper de la ville assiégée, pratiquement tous ceux qui ont participé à l'insurrection ont été tués. Les exécutions se sont poursuivies tard en septembre et la presse soviétique a enregistré plus de 60 cas d'exécutions d'insurgés. En tout, dans le gouvernement de Iaroslavl depuis mars jusqu'à novembre 1918 (il n'y a pas de données complètes après cette date selon Sergueï Melgounov) 5 004 personnes furent fusillées par les forces bolchévistes.

### Dégâts matériels
L et V. J. Tsvetkov ont décrit le bombardement de Iaroslavl comme un acte barbare et, d'injustifiable.

#### Destruction de la ville
Durant le cours du soulèvement, les combats ont provoqué des dégâts matériels très importants. Une vingtaine de fabriques et d'usines ont brûlé parmi lesquelles la fabrique de cigarette l'« étoile des Balkans » ainsi que la fabrique d'allumettes, une scierie, une usine du traitement du plomb, un atelier mécanique. Du fait des bombardements et des tirs d'artillerie, 2 147 maisons d'habitations furent détruites (ce qui fit 28 000 sans-abris). Il faut encore citer : le lycée juridique Démidovitch avec sa bibliothèque réputée, une partie des centres commerciaux, des dizaines d'églises, 67 bâtiments administratifs de l'État, des installations médicales et culturelles.

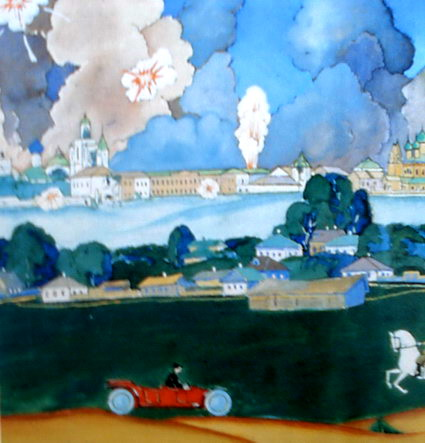
A. I. Malygine. Incendie de Iaroslavl en 1918.
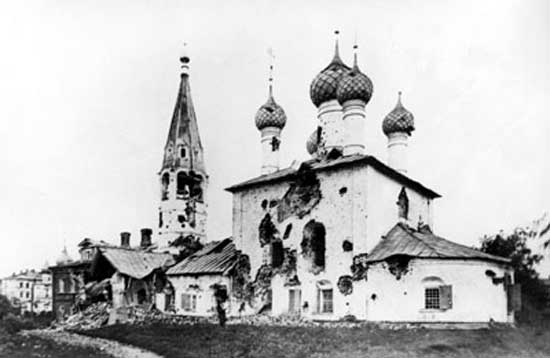
Église Saint-Nicolas de Roubleny après l'insurrection
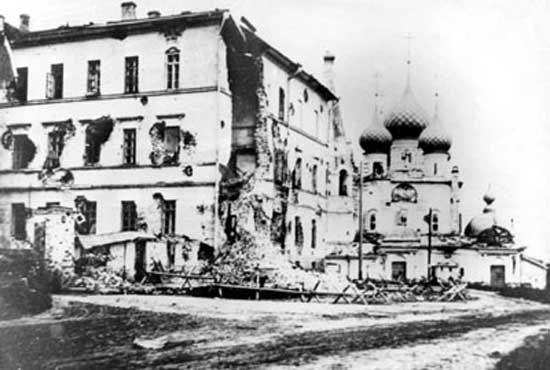
Bureau de la Poste et l'église du sauveur après l'insurrection
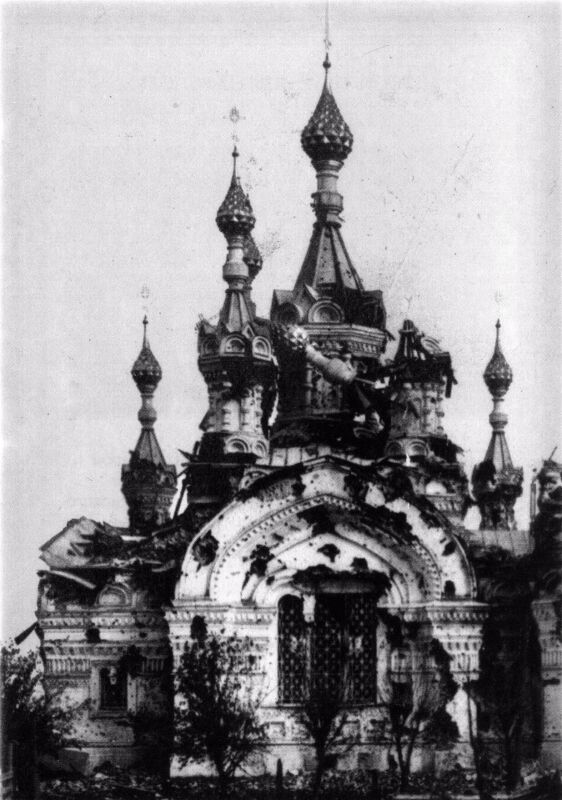
Église du voile de la Vierge rue Borissoglebski après l'insurrection
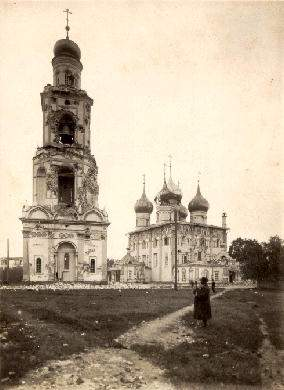
Cathédrale de la Dormition de Iaroslavl après l'insurrection

#### Destruction du musée russe du patrimoine historique
En 1918 se trouvait à Iaroslavl la collection du musée historique de l'artillerie de Petrograd, le plus grand musée de l'armée russe. Le gouvernement provisoire avait décide de le faire évacuer de Petrograd pour Iaroslavl. En juillet 1918, le quartier du monastère Spasski où avait été entreposées les pièces du musée s'est retrouvé au milieu des combats et un incendie a suivi qui a détruit complètement 55 caisses de bannières, de drapeaux et d'autres pièces de collection.

## Réflexions sur les évènements en littérature, en art et dans la presse
De nombreux écrivains ont utilisé la trame des évènements anti-bolchéviques de Iaroslavl en juillet 1918 pour écrire des romans, des nouvelles, des mémoires, des scenarios.